# Kaich
Kaich (lat. Caych) byl kněz působící na dvoře prvního historicky doloženého českého knížete, Bořivoje I. Zmínka o Kaichovi se nachází v Kristiánově legendě.

## Život
Jediná zmínka o Kaichovi pochází z Kristiánovy legendy. Kaich byl slovanský kněz, žijící tehdy na Moravě.
A když jej ve víře Kristově plně vzdělal, dovolil mu, obohativ ho mnohými dary, aby se vrátil domů, a dal mu s sebou kněze ctihodného života jménem Kaicha. Navrátivše se pak domů, usadili řečeného kněze na hrádku, jehož jméno bylo Hradec, a založili tam kostel ke cti blahoslaveného Klimenta, papeže a mučedníka, satanovi mnoho škod působíce a lid Kristu Pánu získávajíce.
Kristiánova legenda
Z textu vyplývá, že Bořivojovi byl po křtu darován kněz Kaich, kterému nechal Bořivoj vystavět kostel svatého Klimenta na Levém Hradci. Kaich pravděpodobně nemohl křtít, nebyl asi ani archipresbyterem, tedy biskupovým zástupcem v Čechách. Byl darován Bořivojovi především proto, aby mohl nově pokřtěný kníže vykonávat křesťanské povinnosti. Neznamená to však patrně, že by Kaich byl jediným knězem, který s Bořivojem z Moravy přišel.
Další informace o Kaichovi nejsou známy. Dušan Třeštík má zato, že z Čech byl pravděpodobně vyhnán v roce 886, kdy byli jak z Velké Moravy, tak i z Čech, vyhnáni slovanští kněží.; jiní badatelé (např. Josef Vašica) však pochybují o vyhnání Metodějových žáků i z Čech, a naopak mají Čechy za jednu z destinací, kam se tito žáci z Moravy uchýlili.